# Ighiu
Ighiu (veraltet Igiu; deutsch Grabendorf oder Krapundorf, ungarisch Magyarigen) ist eine rumänische Gemeinde im Kreis Alba in der Region Siebenbürgen.
Der Ort ist bekannt auch unter den deutschen Bezeichnungen Krabundorf und Kuppendorf.

## Geographische Lage

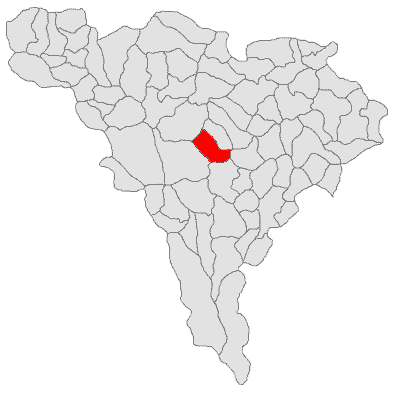
Lage der Gemeinde Ighiu im Kreis Alba

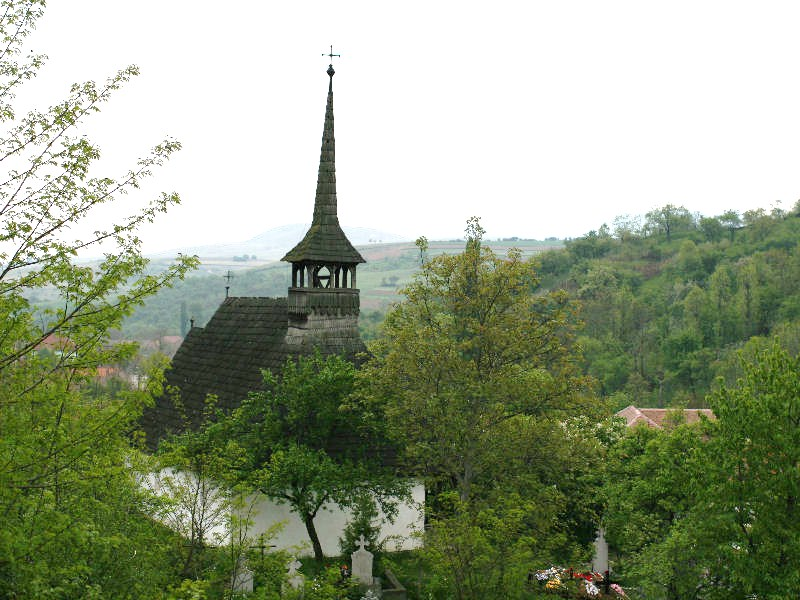
Die Cuvioasa Paraschiva Kirche in Ighiel

Ighiu liegt am gleichnamigen Bach – einem Zufluss des Ampoi – am südöstlichen Rand des Trascău-Gebirges im Westen Siebenbürgens. Drei Kilometer vom Drum național 74 (Zlatna–Alba Iulia) und dem Bahnhof Șard Ighiu – an der 1895 in Betrieb genommenen und 1984 auf Normalspur umgestellten Bahnstrecke Alba Iulia–Zlatna – liegt der Ort etwa zehn Kilometer nordwestlich von der Kreishauptstadt Alba Iulia entfernt.

## Geschichte
Vor- und frühgeschichtlich ist das Gebiet der Gemeinde Ighiu die reinste Fundgrube. Es fanden sich dort neolithische, bronzezeitliche und römische Siedlungen. Im Laufe des zweiten Jahrhunderts legten die Römer das Kastell Ighiu auf dem Berg Măgulici an.
Der Ort wurde im Jahr 1206 unter dem Namen Villa Crapundorph erstmals urkundlich erwähnt. Er war eine Gründung siebenbürgisch-sächsischer Siedler. Durch den verheerenden Mongoleneinfall 1241 nahm die Anzahl der deutschen Bewohner deutlich ab. 
Die ungarische Form Iguen ist 1299, die heutige rumänische Bezeichnung Ighiu 1850 belegt. Im Laufe der Jahrhunderte dominierten zunehmend ungarische und rumänische Bewohner das Dorf. Sie lebten und leben von der Landwirtschaft und dem Weinbau.

## Bevölkerung
Von den etwa 6500 Einwohnern der Gemeinde wohnen etwa 1200 im eigentlichen Dorf Ighiu. Im Jahr 2002 bezeichneten sich hier von den damals 1244 Einwohnern 1124 als Rumänen. Daneben lebten 106 Roma, 13 Ungarn und ein Angehöriger anderer Nationalität im Ort. Für die letzten 100 Jahre ist eine zunehmende Assimilation der ungarischen Bevölkerung zu verzeichnen, so gab z. B. noch im Jahr 1910 in Ighiu noch etwa ein Drittel der Bewohner ungarisch als Nationalität an.
In der Gesamtgemeinde lebten 2002 insgesamt 6432 Menschen, davon 6170 Rumänen, 227 Roma, 30 Ungarn, 4 Rumäniendeutsche und 1 Italiener.
Die höchste Anzahl an Deutschen (61) auf dem Gebiet der Gemeinde wurde 1880, der Ungarn (595) 1880 und 1890, die der Roma (355) 1977 gezählt.

## Sehenswürdigkeiten
- Die rumänische-orthodoxe Kirche Cuvioasă Paraschiva (1724, Glockenturm 1761) steht unter Denkmalschutz.[5]
- Reste von Wehranlagen der Reformierten Kirche aus dem 15.–18. Jahrhundert. Die Reformierte Kirche (ehemals evangelisch) und das Pfarrhaus (im 18. Jahrhundert errichtet) stehen unter Denkmalschutz.[5]
- Im eingemeindeten Dorf Ighiel (Igensbach) die orthodoxe Kirche Cuvioasa Paraschiva, im 18. Jahrhundert errichtet, steht unter Denkmalschutz.[5]

## Persönlichkeiten
- Péter Bod (1712–1769), Reformierter Pastor[6]